# キューポラ (ISS)

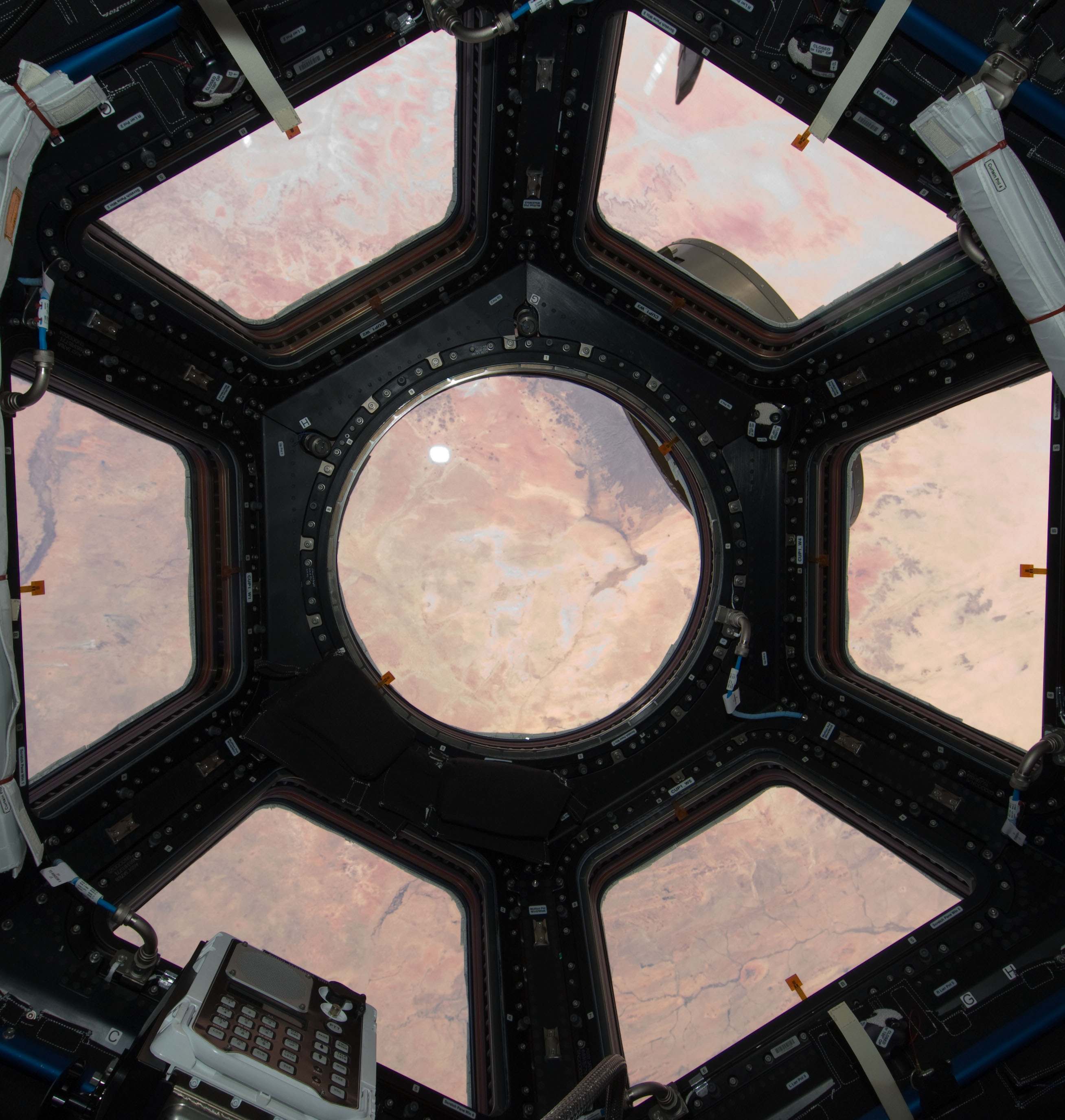
キューポラから見たサハラ砂漠

キューポラ (Cupola) とは、欧州宇宙機関 (ESA) が建造した国際宇宙ステーション (ISS) の観測用モジュールである。ESAはキューポラを建造する代わりに、ESAの曝露ペイロード5台をNASAに依頼してISSまで運んでもらう権利を有する｡キューポラが取り付けられることで、宇宙飛行士がロボット操作やドッキングした宇宙船を直接見ることが可能になり、壮観な地球観測所にもなる。

## 概要

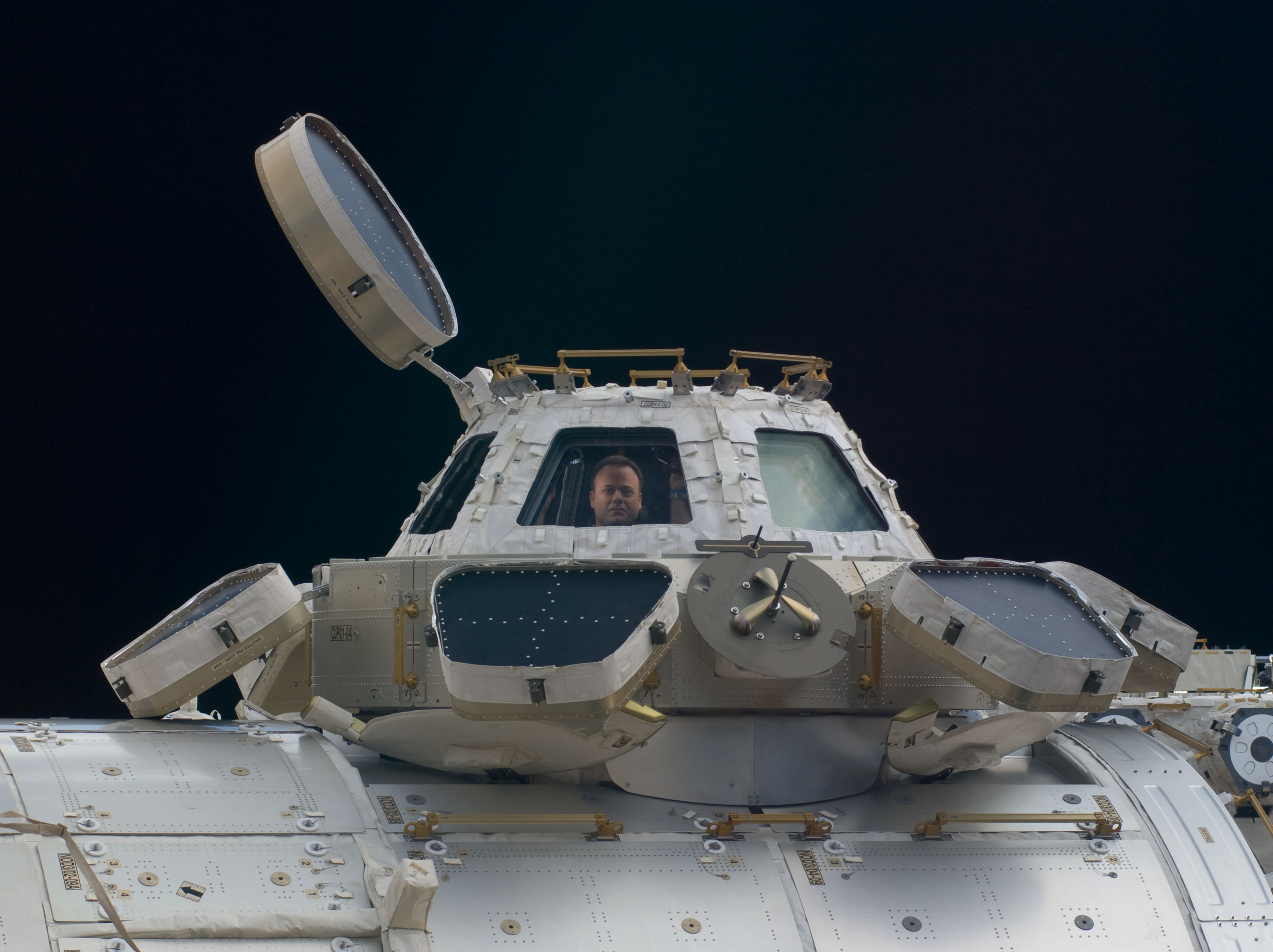
外から見たキューポラ。シャッターを開けた状態

設計と製造はイタリアのアレーニア・アエロナウティカ社が行い、直径は約2m、高さは約1.5mである。横窓が6枚と天窓があり、それぞれの窓には流星塵やスペースデブリによる損傷を防ぐための開閉式のシャッターが取り付けられている。キューポラには、熱制御システム、音声端末装置、電力供給端末、ビデオインタフェース、MIL-STD-1553バスインターフェイスを持つ。また、カナダアーム2を制御する2台のロボットアーム操作盤 (Robotic Work Station:RWS) のうちの1台がデスティニーから移設される。
キューポラの打ち上げは2010年2月8日のSTS-130で、トランクウィリティー（ノード3）の前方（ISS上での左舷）に取り付けた状態で打ち上げられ、軌道上でトランクウィリティーがユニティへ接続された後に地球側に移動された。
窓ガラスは3層構造になっており、損傷した場合は軌道上での交換も可能な設計である。シャッターは軌道上でデブリから窓ガラスの損傷を防ぐためと、内部の温度を維持するために、通常は閉めたままにされ、使用するときのみ手動操作で開閉される。

## 諸元
- 全高: 1.5 m
- 最大直径: 2.95 m
- 質量: 1,880 kg

## ギャラリー

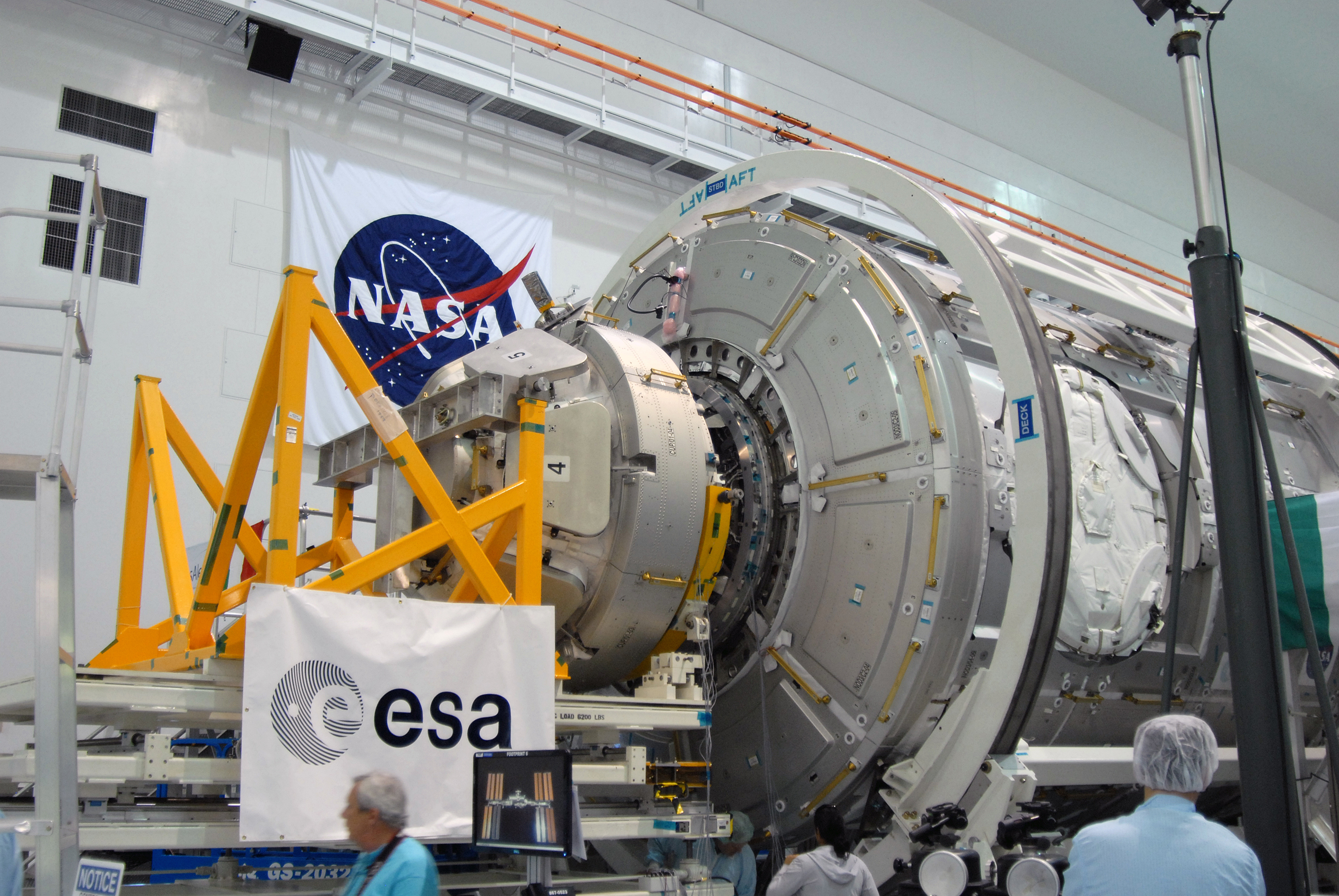
ノード3の底部に取り付けられた状態
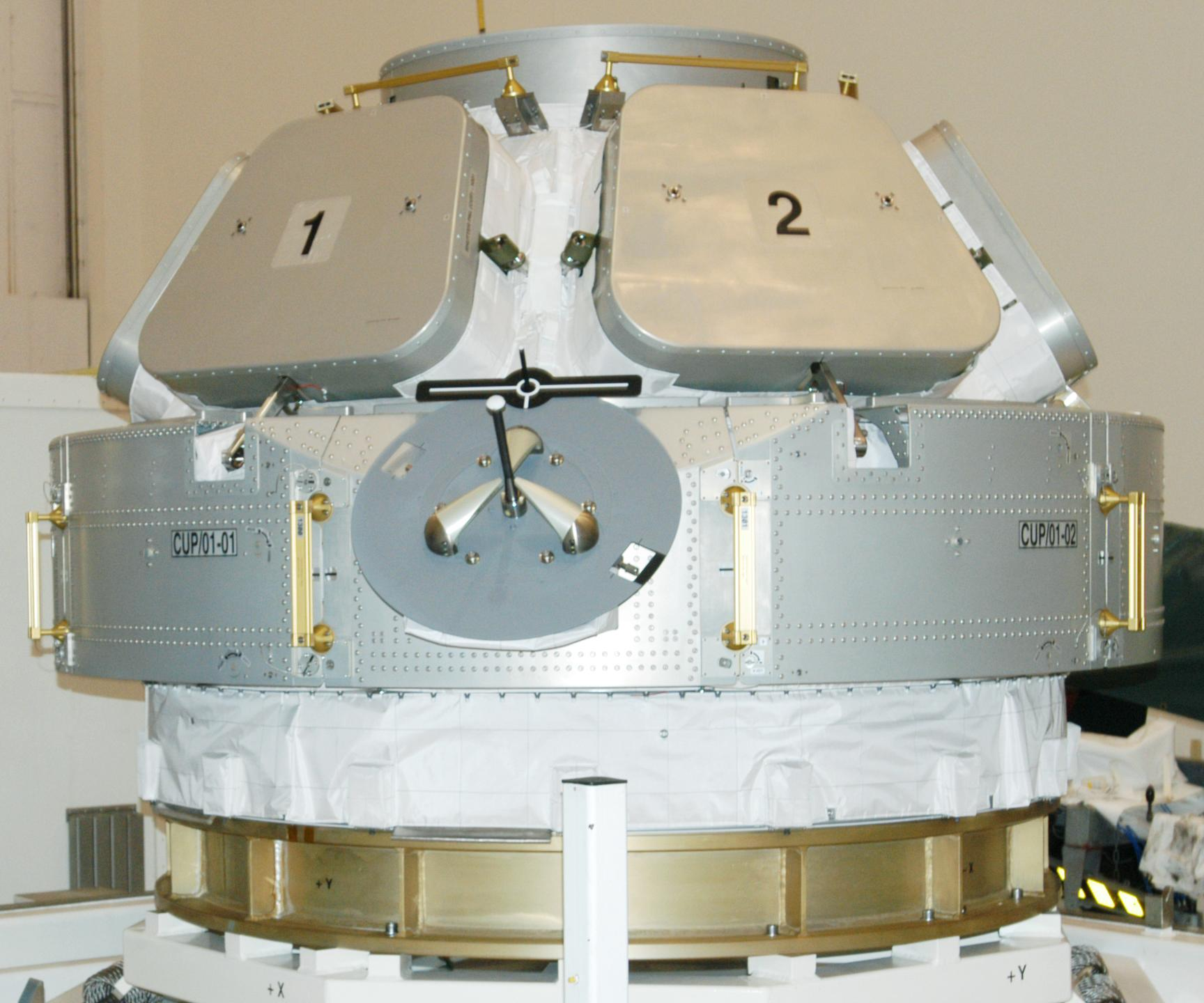
シャッターを閉じた状態 (打ち上げ前)
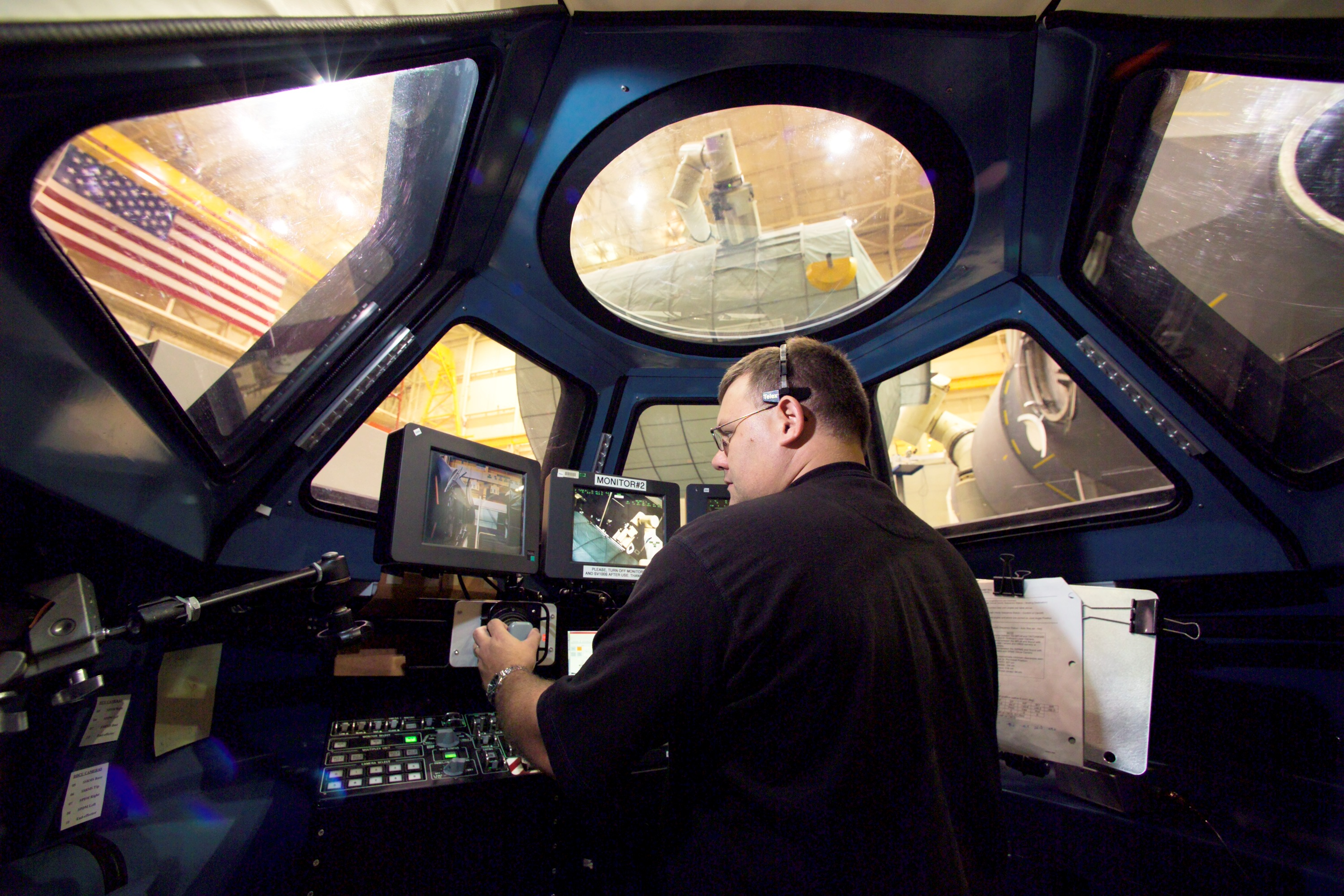
ロボットアームの操作盤を備える
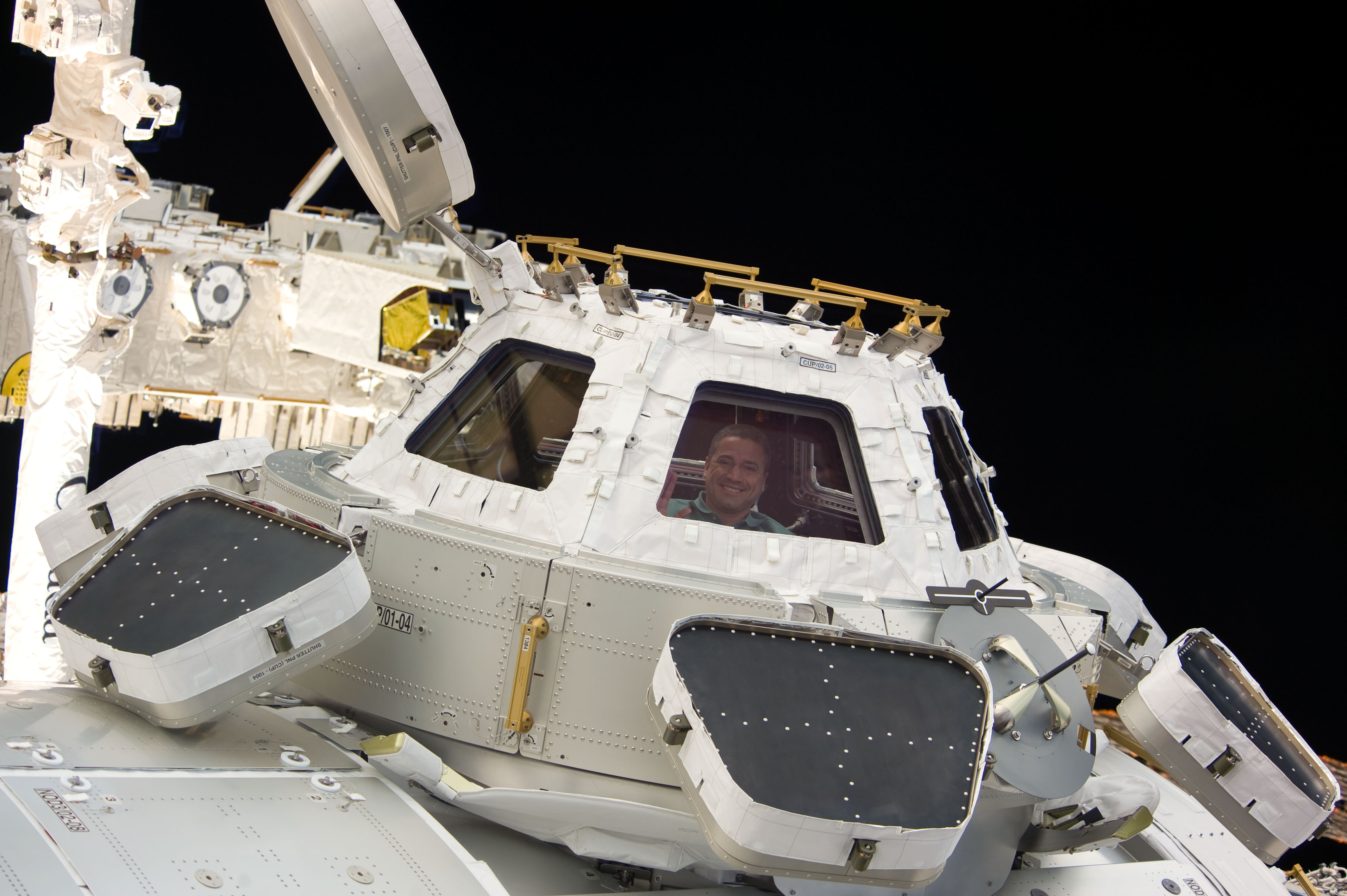
船外から見たキューポラ
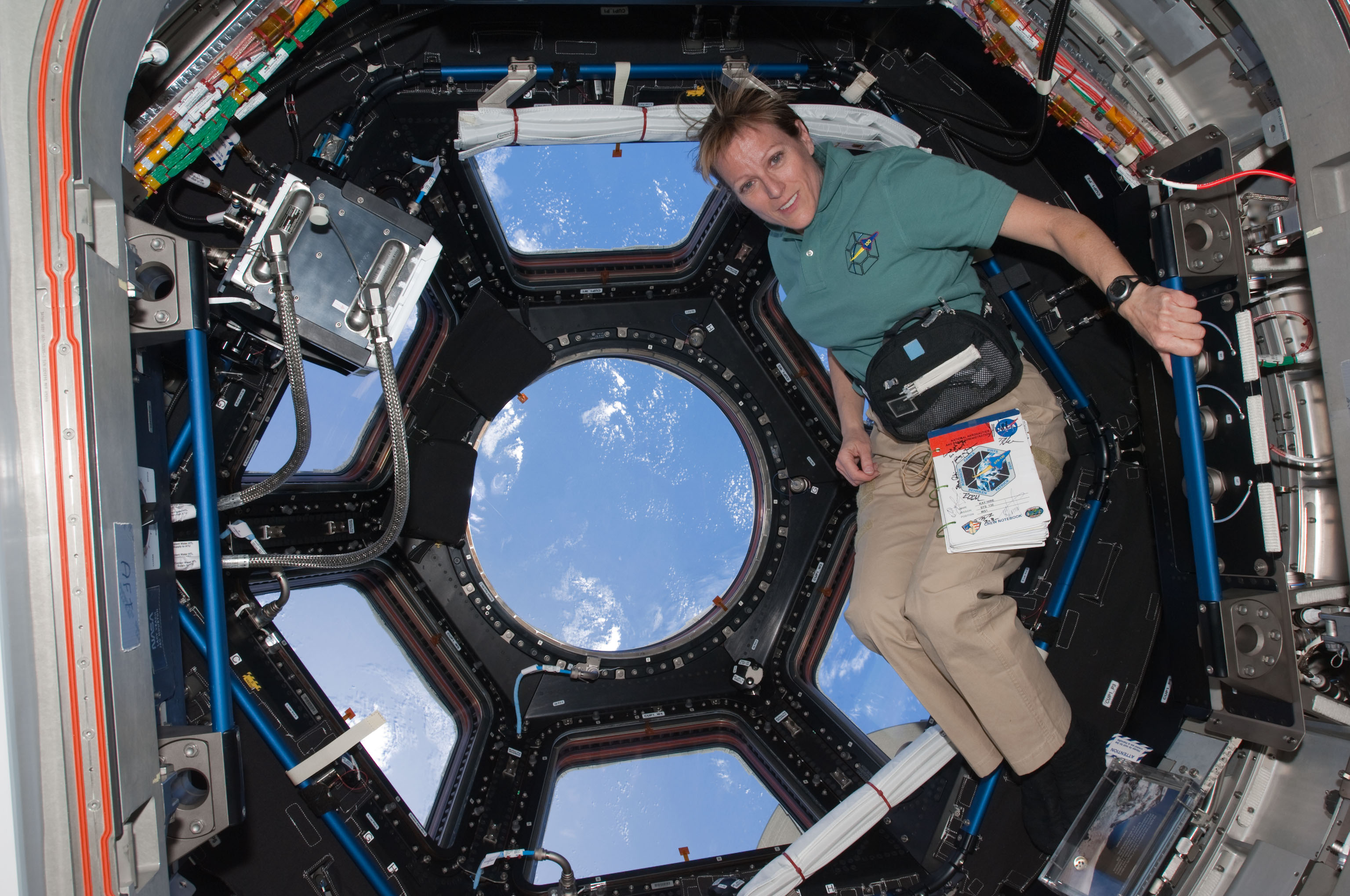
キューポラ内部
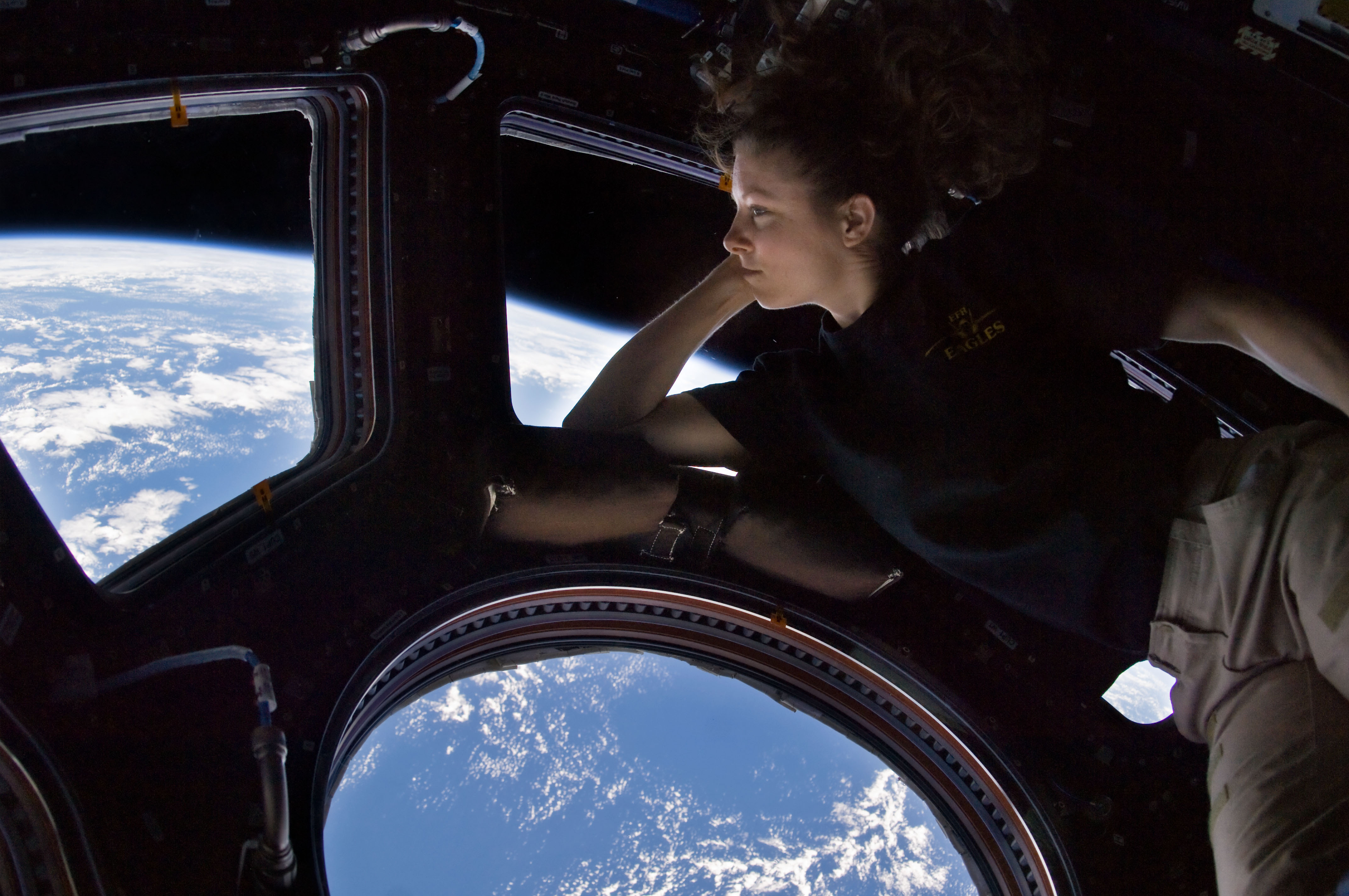
キューポラから地球を眺めるコールドウェル宇宙飛行士